# Pescia
Pescia é uma comuna italiana e uma pequena cidade na região da Toscana, província de Pistoia, com cerca de 17.421 habitantes. Estende-se por uma área de 79 km², tendo uma densidade populacional de 221 hab/km², e é colocada 65 medidores acima do nível do mar. Faz fronteira com Bagni di Lucca (LU), Buggiano, Capannori (LU), Chiesina Uzzanese, Marliana, Massa e Cozzile, Montecarlo (LU), Piteglio, Uzzano, Villa Basilica (LU).
Péscia, a cidade de Pinocchio

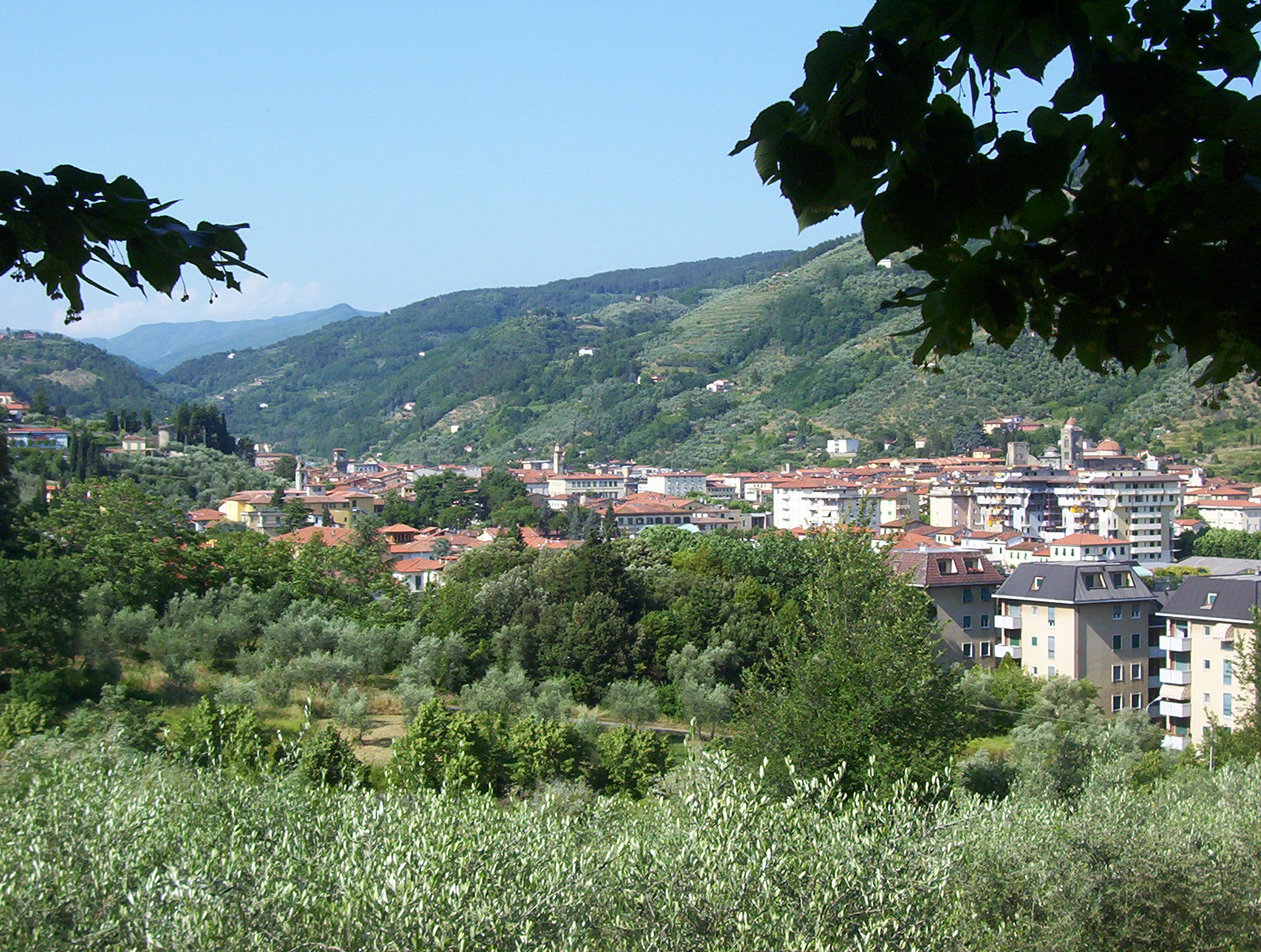
Centro da cidade de Pescia, visto dos montes circunvizinhos.

Uma cidadezinha medieval chamada Pescia, na base de dois longos vales da montanha, pertence à província de Pistóia, na região Toscana. Dividida em duas áreas urbanas pelo rio Pescia, essas áreas são muito contrastantes.
À leste a cidade cresceu ao redor da Catedral, Paróquia de Santa Maria, de forma circular. À oeste, o núcleo urbano tem a forma longitudinal originário da Câmara Municipal e da atual Piazza Mazzini. Por causa dessa separação a cidade ficou dividida entre o lado religioso e o lado civil. Entre elas uma ponte que liga as partes da cidade.
Considerada a capital das flores na Italia, é uma cidade onde pode-se circular andando por suas ruas, ou se preferir, pode deslocar de ônibus para conhecer a cidade, que tem muitas atrações como: Duomo di Santa Maria Assunta; a Igreja de San Francesco; a Igreja de San Antonio; Palazzi de Pescia, que é composto pelos palácios Cecchi, Cardini, Galeotti, Podesta e o palácio comunal.
Mas o que mais encanta em Péscia é o Mercato dei Fiori, que é o mercado local de flores, com sua paisagem e fragrâncias incríveis e emocionantes, dando um colorido espetacular. Péscia é conhecida em toda Italia como a Capital italiana das flores. Além de exportar flores frescas e secas. Para os casais românticos, o passeio deve ser o caminho antigo chamado de Mulattiere.
Em setembro ocorre na cidade o Palio dei Rioni, uma competição de arco e flecha onde os participantes usam roupas medievais e há uma cerimônia incrível envolvendo toda a cidade. É uma cidade de muitas belezas medievais, e além de suas flores, produz vinhos especiais e azeites de melhor qualidade, vindos de suas videiras e oliveiras.
Perto de Pescia está Collodi, chamada a cidade de Pinocchio, já que seu criador morava nesse vilarejo. É um borgo medieval documentado desde o final do século XII, e a mãe de Carlo Collodi era dessa região.
Ali está a antiga e aristocrata Villa Garzoni, com um amplo jardim, e também o parque dedicado a Pinocchio, chamado Villagio di Pinocchio. O caminho do parque de Pinóquio segue os eventos narrados no livro de Pinóquio, com todos os seus personagens.

## Demografia
| Variação demográfica do município entre 1861 e 2011                               |
|                                                                                   |
| Fonte: Istituto Nazionale di Statistica (ISTAT) - Elaboração gráfica da Wikipedia |